# Client (Roma)
Client, del llatí cliens (parent amb el verb cluere, «obeir»), era una classe social de l'antiga Roma. Eren persones de rang socioeconòmic inferior que es posaven sota el patronatge (patrocinium) d'una persona de rang socioeconòmic superior. Com més clients tingués un patró, més prestigi (dignitas) aconseguia un romà que volgués ser considerat un ciutadà important.

## Característiques de la relació clientelar
La condició hereditària del client en feia un membre de la família del seu patró, sotmès a l'autoritat del pater familias. Socialment eren considerats membres menors (gentilicius) de la gens del seu patró, per tant estaven sotmesos a la jurisdicció i disciplina de la gens i podien accedir als seus serveis religiosos. Eren enterrats en un sepulcre comú de la família del patró. Els esclaus que eren alliberats passaven a ser clients dels seus anteriors propietaris, però no tots els clients tenien aquest origen.
Les relacions de clientela obligaven a mantenir fides (lleialtat i confiança mútues) entre patró i client o com a mínim fides per part del patró i pietas per part del client. En ser acords privats, quedaven fora del control estatal; però es consideraven una mos maiorum (costum ancestral) i un vincle d'ordre religiós, que incloïa la dependència del patró per a la consulta dels auspicia i les ofrenes als lars. Les Lleis de les dotze taules declaraven sacer ("maleït" o exposat a la còlera dels déus) el patró que defraudés la lleialtat del seu client. A partir de la redacció d'aquesta llei, els clients portaven de segon nom el de la gens del seu patró. La relació també tenia conseqüències jurídiques, perquè no estava permès que patrons i clients es denunciessin als tribunals ni declaressin com testimoni l'un contra l'altre, i tenien prohibida qualsevol mena d'iniuria entre ells. També era un vincle amb conseqüències militars, el client havia d'acompanyar el seu patró si anava a la guerra i havia de contribuir al seu rescat si l'apressaven.
La procedència del client acostumava a ser una família empobrida o d'origen humil o estrangera que sol·licitava la protecció d'un romà poderós. Als inicis de la història romana el client rebia del patró, a canvi de submissió i serveis, una petita herència (heredium) consistent en un tros de terra de dues iugerum, insuficient par alimentar-se. Encara que aquesta relació gairebé laboral va deixar d'existir en temps de la República, a partir d'aleshores la relació va fer-se personal i va quedar reduïda a l'àmbit urbà. Els clients aportaven els seus serveis, especialment serveis polítics (quan el vot era requerit a les convocatòries electorals del sistema polític romà), a disposició d'un patró ric i amb ambicions polítiques, que es convertia en el seu benefactor i li donava protecció i compensació econòmica. La relació clientelar va ser una institució de primer ordre però va perdre molt pes de la seva eficàcia durant la república i des de l'imperi va quedar només com una relació purament social. Al segle I el jurista romà Pròcul va escriure: «Clientes nostros intellegimus liberos esse, etiamsi neque auctoritate neque dignitate neque viribus nobis pares sunt» que vol dir «Sabem que els nostres clients són lliures, tot i que ni per la seva autoritat, ni per la seva dignitat ni per la seva força són iguals a nosaltres». La diferència era de classe, de casta social, amb qüestions del tipus si un client pogués o no casar-se amb algú de classe superior. Dionís d'Halicarnàs, va descriure aquesta relació en l'obra Ῥωμαϊκὴ Ἀρχαιολογία (Arqueologia romana).

## Lasalutatio matutina, lasportulai elsparasiti

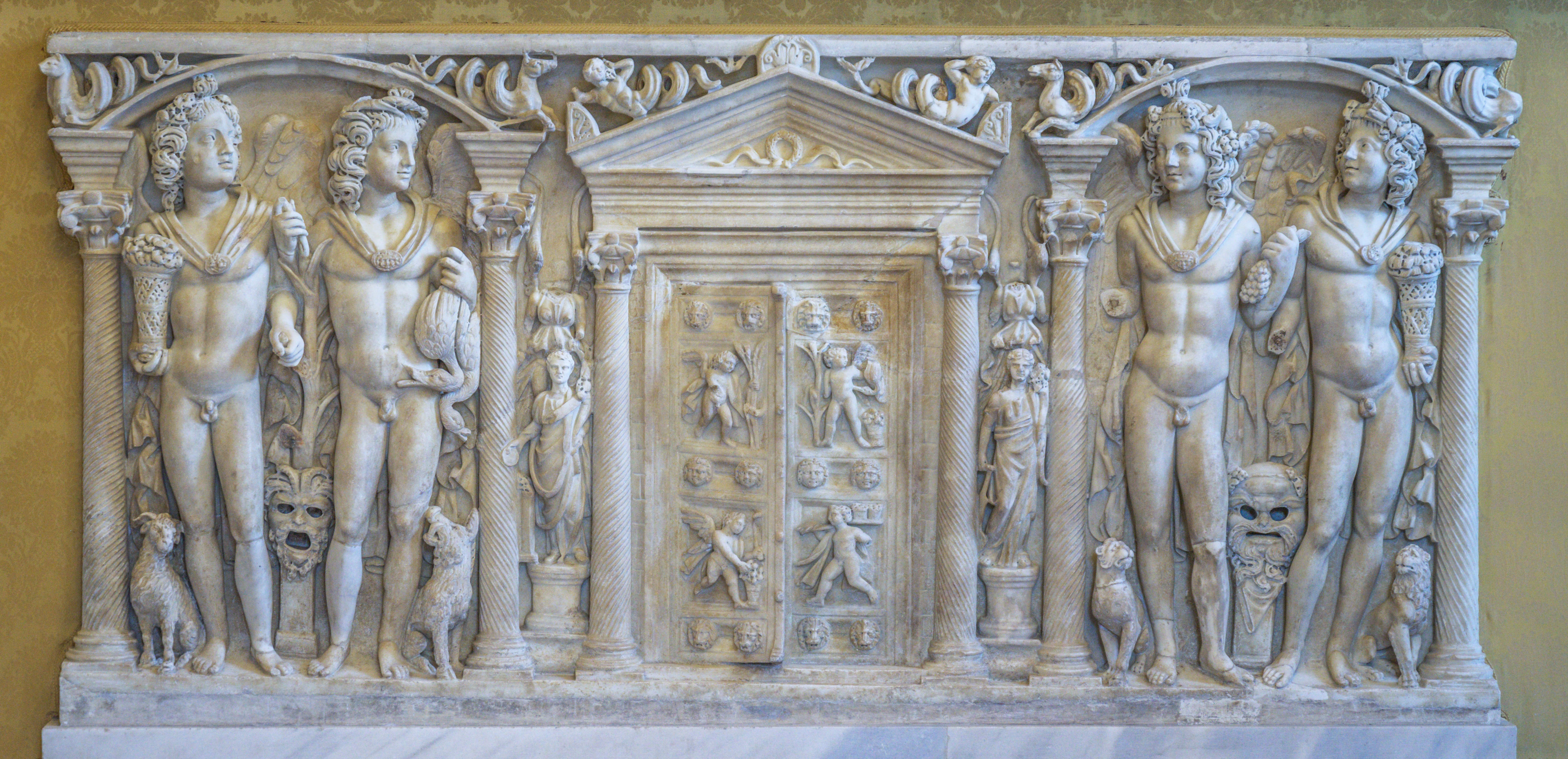
Relleu d'un sarcòfag del que representa les quatre estacions (Horae) i altres personatges que esperen a la porta de l'altra vida de forma semblant a com els clients esperaven a la porta del seu patró a primera hora del matí.

El manteniment de les obligacions recíproques entre client i patró es manifestava quotidianament amb el costum anomenat salutatio matutina..
Aquesta tradició obligava el client a matinar per passar a casa del seu patró, saludar-lo i rebre menjar, diners o algun regal. La sportula era el lloc per fer aquesta cerimònia. El client es posava a disposició del que li pogués encomanar el patró, per exemple, acompanyar-lo a un acte públic, en què li donaria suport. El protocol manava que en la salutatio matutina el patró retornava la salutació dient en veu alta el nom del client com a mostra de confiança. Quan un patró tenia més d'un client, l'ordre de la salutatio venia donat pel rang dels clients: Primer els pretors, després els tribuns, després els equites, tot seguit els homes lliures i finalment els lliberts. Oblidar-se del tractament de respecte cap al patró (el títol de dominus), podia donar lloc a ser acomiadat sense rebre res a canvi. Era important anar vestit adequadament, amb toga, i si era tan pobre que no la podia adquirir, s'havia d'esperar fora fins que un dels criats li prestava una de l'amo. Segons el nombre de clients, la salutatio podia allargar-se fins a l'hora  secunda o tertia. Si el patró deixava de seguir el ritual, sense atendre les queixes i peticions dels seus clients, acabava perdent la bona reputació. Les dones no participaven en la salutatio excepte quan la vídua ocupava el lloc del patró, o quan un client, impedit, enviava la seva dona a substituir-lo.
La domus (casa familiar romana) incloïa una sala a l'entrada per acollir els clients; tot i que generalment podien accedir a espais més íntims segons el rang o nivell de confiança. A Pompeia es conserva un banc de pedra adossat a la façana d'una casa, on els clients podien esperar.
Ciceró, a la seva obra De petitioniis consularibus, distingia tres classes de clients: els que venen a saludar-te a casa, els que portes al fòrum i aquells que et segueixen a tot arreu. També aconsella acordar un preu per l'exclusivitat dels primers, per tal d'evitar l'abús freqüent d'alguns clients que acudien a saludar més d'un patró el mateix dia. Un altre consell que dona és portar tants com es pugui per anar al fòrum, perquè això era determinant per la reputació d'un candidat.

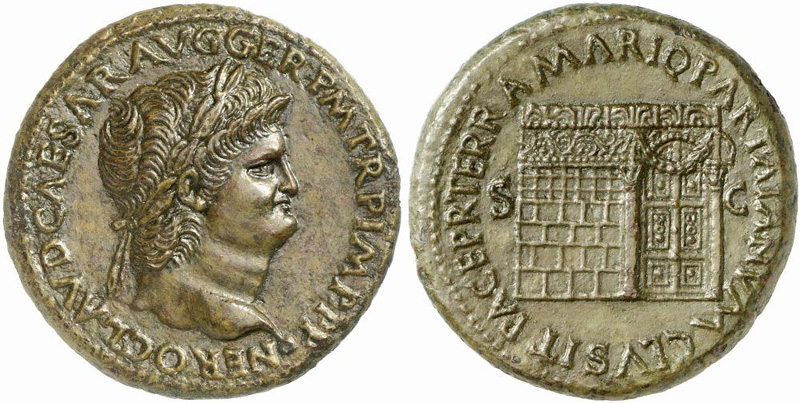
Cara i creu d'una moneda de sesterci de l'època de Neró.

A la ciutat de Roma, tenint en compte que el cost de la vida era més car que en altres ciutats, la tarifa de dos sestercis es considerava adient a principis l'època imperial (en temps de Trajà, sis sestercis), quan ja havia decaigut el costum dels pagaments en espècie, els quals es reservaven per ocasions concretes, com ara: roba per a l'any nou, coses per a la celebració d'un casament o entrades per a un espectacle organitzat pel patró.
Els capricis extravagants dels patrons i l'adulació o el servilisme dels clients, podien arribar a extrems ridículs, com així van denunciar autors com Petroni, Juvenal i altres autors satírics. Amb la paraula llatina parasītus, (del grec παράσιτος: «comensal, gorrer») es designaven els clients que no oferien res a canvi, però sí que acceptaven la paga del patró.

## Equivalents de la clientela com a institució social
En altres institucions romanes la relació patró-client es va estendre a l'àmbit administratiu. Per exemple: Sicília va fer-se client de Marc Claudi Marcel III (cònsol, 222 aC) i la condició de patró que va adquirir va ser transmesa als successors Claudii Marcelii de la branca de la gens Clàudia. Donar la ciutadania romana a famílies provincials o a tot un municipi del qual s'havia aconseguit el patrocinium incrementava el poder polític del patró, com va ser el cas de Gneu Pompeu Estrabó i els seus clients transpadans. August va consolidar la seva posició de governant en solitari en declarar-se patronus de la totalitat de l'Imperi Romà.
A la Roma cristianitzada (segle iv), cada ciutat va adoptar un «sant patró» de caràcter espiritual. Se'n triava un amb qui es tenia alguna mena de relació i que augmentava el prestigi de la ciutat, com algú que n'hi va ser el bisbe, o hi va ser martiritzat, representat per unes relíquies, conservades generalment en l'església principal. Així va succeir a Milà amb sant Ambròs, a París amb sant Denís o a Tarragona amb sant Magí.
En altres pobles institucions semblants a la clientela existien entre els etruscs, amb el nom d'etera La societat es dividia en dos grups: els lliures (potentiores) i els serfs (humiliores), segons un model explicatiu copiat de la relació espartana entre lacedemonis i il·lotes. Els textos etruscs indiquen l'existència dels lethe (serfs), els lautni (lliberts), i els etera (clients).
Entre els grecs hi havia relacions semblants. També en altres pobles que van entrar en contacte amb els romans, s'establia un vincle personal de lleialtat entre un cap i el seu seguici que, encara que s'havia iniciat en temps de guerra, perdurava més enllà que la durada de la campanya militar. Se sacralitzava perquè durés fins a la mort amb un jurament. Aquest va ser el cas de la devotio ibèrica, la Gefolgschaft dels pobles germànics (relació de seguici amb els, gardings o fideles amb els visigots. Tàcit es referia a aquesta institució amb el terme comitatus i les seves parts princeps i convites). En relacions similars amb els celtes va sorgir la paraula vassall que ve de l'arrel celta wasso- que significa «jove» o «escuder».
Josep Puig i Cadafalch en les seves Memòries veu en la relació client patró moltes semblances amb el caciquisme, del qual considera que el clientelisme romà és un dels antecedents històrics, i és senyal, per ell de la «podridura i decadència de la Vella Roma». En la política moderna i contemporànea queda el fenomen del clientelisme.